# کاتسو کایشو
کاتسو کایشو (به ژاپنی: 勝 海舟)، کاتسو رینتارو (به ژاپنی: 勝麟太郎) یک سیاستمدار ژاپنی و مهندس نیروی دریایی در طول باکوماتسو و اوایل دوره میجی بود. عقاید وی تأثیر بسیاری بر ساکاموتو ریوما داشت.
در سال ۱۸۶۶، کاتسو به عنوان مذاکره کننده بین نیروهای باکوفو و قلمروی ضد باکوفو قلمروی چوشو منصوب شد، و بعداً به عنوان مذاکره کننده اصلی شوگون‌سالاری توکوگاوا خدمت کرد، و از این طریق انتقال قدرت نسبتاً صلح‌آمیز و منظمی را به دوره میجی تضمین کرد.